# Alchemy (album d'Yngwie Malmsteen)
Pour les articles homonymes, voir Alchemy.
Albums de Yngwie Malmsteen
Double LIVE!
(1998) War to End All Wars
(2000)
Alchemy est sorti le 17 septembre 1999. C'est le onzième disque du guitariste Yngwie Malmsteen.

## Liste des titres
| No  | Titre                                                           | Paroles        | Musique   | Durée                      |
| --- | --------------------------------------------------------------- | -------------- | --------- | -------------------------- |
| 1.  | Blitzkrieg                                                      | (instrumental) | Malmsteen | 4:14                       |
| 2.  | Leonardo                                                        | Malmsteen      | Malmsteen | 7:36                       |
| 3.  | Playing with Fire                                               | Malmsteen      | Malmsteen | 6:17                       |
| 4.  | Stand (The)                                                     | Malmsteen      | Malmsteen | 5:05                       |
| 5.  | Wield My Sword                                                  | Malmsteen      | Malmsteen | 6:13                       |
| 6.  | Blue                                                            | (instrumental) | Malmsteen | 4:11                       |
| 7.  | Legion of the Damned                                            | Malmsteen      | Malmsteen | 5:51                       |
| 8.  | Deamon Dance                                                    | Malmsteen      | Malmsteen | 5:25                       |
| 9.  | Hangar 18, Area 51                                              | Malmsteen      | Malmsteen | 4:44                       |
| 10. | Voodoo Nights                                                   | Malmsteen      | Malmsteen | 7:31                       |
| 11. | Asylum" - I. "Asylum" - II. "Sky Euphoria" - III. "Quantum Leap | (instrumental) | Malmsteen | 11:21 - 4:07 - 3:19 - 3:55 |

### Bonus track (Japanese edition)
| No  | Titre      | Paroles   | Musique   | Durée |
| --- | ---------- | --------- | --------- | ----- |
| 12. | God Is God | Malmsteen | Malmsteen | 3:12  |

## Équipe artistique
- Yngwie Malmsteen - Guitare & Basse.
- Mark Boals - chant.
- Mats Olausson - claviers.
- Barry Dunaway - Basse.
- John Macaluso - batterie

## À propos de l'album
- Un clip a été tourné pour Hanger 18, Area 51.
- Yngwie n'avait pas enregistré autant d'instrumentaux (cinq au total) depuis son premier album.
- Le titre de travail du disque était Rising Force 2000. Yngwie souhaitait créer l'album ultime de shred.
- Le chiffre 7,405,926 correspondrait au nombre de démons sur terre.
- Yngwie a utilisé deux livres pour les textes : Legion Of The Damned de Sven Hassel et The Stand (Le Fléau) de Stephen King.
- C'est le dernier album coproduit avec Chris Tsangarides. Lui et Yngwie se sont fâchés, et Tsangarides n'a produit que la batterie.
- Pour cet album, Yngwie n'est arrivé qu'avec du matériel neuf. Il n'a pas utilisé d'anciennes idées. Toutes les idées de composition tenaient sur sept CD-R.
- Le texte de Leonardo a été écrit avant la musique, fait exceptionnellement rare pour Yngwie.
- C'est un album très guitare, avec de longs solos dans les chansons, une tendance qui va s'affirmer dans les albums suivants.